# Confessionele partij
Onder een confessionele partij verstaat men een politieke partij die zich baseert op een confessie, dat wil zeggen een bepaalde godsdienstige geloofsleer. De band met de confessie hoeft niet erg strak te zijn om een dergelijke partij toch als confessioneel aan te merken. Over het algemeen gaat het om partijen met een christelijke signatuur maar ook partijen die een andere godsdienst dan de christelijke als basis voor hun politieke handelen nemen kan men aanmerken als een confessionele partij. De grote politieke stroming van de christendemocratie behoort in de categorie confessionele partij thuis.
Het tegenovergestelde van een confessionele partij werd vroeger niet-confessioneel of non-confessioneel genoemd, maar in de 21e eeuw is seculiere partij gangbaarder geworden. Wanneer een partij bovendien duidelijk naar een scheiding van kerk en staat streeft, wordt zij secularistisch genoemd.

## Overzicht per land

### België
- Vlaams:
  - Christen-Democratisch en Vlaams CD&V - christendemocratisch
- Waals:
  - Parti des Chrétiens Démocrates Francophones CDF - christendemocratisch

### Duitsland
- Christlich Demokratische Union Deutschlands CDU - christendemocratisch, niet in Beieren
- Christlich-Soziale Union CSU - christendemocratisch, alleen in Beieren vertegenwoordigd

### Israël
- Het Joodse Huis – religieus-zionistisch
- Shas – ultra-orthodox
- Verenigde Arabische Lijst Ra'am – islamistisch
- Verenigd Thora-Jodendom VTJ – ultra-orthodox

### Italië
- Unione dei Democratici Cristiani e Democratici di Centro UDC - christendemocratisch

### Nederland
- Christen-Democratisch Appèl CDA - christendemocratisch
- ChristenUnie CU - orthodox-protestants
- Islam Democraten ID - islamdemocratisch
- NIDA - islamdemocratisch
- Partij van de Eenheid PvdE - poltitieke islam
- Staatkundig Gereformeerde Partij SGP - orthodox-protestants

### Noorwegen
- Christelijke Volkspartij van Noorwegen

### Zuid-Afrika
- Afrika Christelijke Democratische Partij